# Pierre Ernest Ballue
Pour les articles homonymes, voir Ballue.
Pierre Ernest Ballue, né le 27 février 1855 à La Haye-Descartes, où il est mort le 18 mai 1928, est un peintre et dessinateur français des Écoles de Barbizon et de Crozant.

## Biographie
Les origines de sa famille remontent au XVIe siècle, on les retrouve dans les communes de La Haye et de Buxeuil. Ses parents s'installent à Paris en 1867.
Pierre Ernest Ballue est l'élève d'Alexandre Defaux (1826-1900), d'Émile Charles Dameron (1848-1908), d'Étienne Maxime Vallée (1850-1881) et de Corot.
Il expose régulièrement au Salon des artistes français et y reçoit plusieurs médailles. Peintre paysagiste de la Touraine, il voyage aussi à travers la France et peint des vues du Midi et de la Côte d'Azur, de la région de Crozant et de Fresselines. Il voyage aux États-Unis en compagnie d'Auguste Bartholdi en 1886 pour l'inauguration de la statue de la Liberté de ce dernier.
Il épouse Thérèse Pomey le 2 avril 1895 à Paris, les artistes Fernand Cormon et Émile Charles Dameron sont témoins du mariage. Née le 26 janvier 1867 à Paris et élève de son père Louis Pomey, Thérèse Pomey est une artiste peintre de genre et miniaturiste. De cette union naîtront deux filles : Jeanne, née en 1896, qui épousera le vétérinaire André Goupille et deviendra avec sa famille une héroïne de la Résistance, avec le titre de Juste parmi les nations, et Marie-Louise, née en 1902.
Entre 1882 et 1890, son atelier est situé au no 5 rue Saint-Vincent-de-Paul à Paris. En 1890, il s'installe rue de La Tour-d'Auvergne, puis sur le boulevard Lannes, où sa belle-mère meurt le 21 août 1917. Le peintre se trouve alors à Royan avec ses deux filles.
Il meurt rue de l'Abattoir à La Haye Descartes le 18 mai 1928. Une rue de cette commune porte son nom en son hommage.

## Collections publiques
- Châteauroux, musée Bertrand : Les Bords de la Creuse à Gargilesse, 1887, huile sur toile
- Châtellerault, musée Sully : Les Pins au Mont Aigu (forêt de Fontainebleau), 1911, huile sur toile
- La Haye Descartes, Maison du Patrimoine : la Creuse avec vue sur Saint Rémy, huile sur toile
- La Haye Descartes, mairie : Chemin Molière avec vue sur Descartes, huile sur toile
- Paris, musée du Louvre : Les Rochers de Douce, pierre noire[7]
- Musée des beaux-arts de Tours :
  - Vue sur le clocher de Descartes, huile sur toile
  - Bord de Creuse, huile sur toile
- Bibliothèque municipale de Tours : Le Ruisseau de Puy Guillon (Creuse), 1891, huile sur toile (œuvre détruite dans l'incendie des bombardements de 1940)

## Salon des artistes françaiset expositions
- Salon de 1887, Les Bords de la Creuse à Gargilesse
- Salon de 1891, Le Ruisseau de Puy Guillon (Creuse), médaille de 3e classe
- Salon de 1893, Vieux oliviers au Cap d'Antibes
- Salon de 1896, Ruines du château d'Angle, brumes matinales[8]
- Salon de 1907, Environs de Nice, Sous les saules, pastel
- Salon de 1911, Les Pins au Mont Aigu (forêt de Fontainebleau), médaille d'argent
- Salon de 1913, La Creuse à Fresselines, pastel
- Salon de 1920, médaille d'or
- Salon de 1928, L'Inondation, La Plaine de Basroux
- 1885, 27e exposition d'Amiens, L'Hermite de Cernay,
- 1892, exposition nationale de Tours, Le Ruisseau de Puy Guillon (Creuse)
- Yanick Antigny, Christophe Albin et le Groupe artistique de Descartes lui rendent hommage en exposant plus de cent toiles au centre culturel de Descartes en 2008 pour les 80 ans de sa disparition